# Service level agreement
Een service-level agreement (SLA) (serviceniveau-overeenkomst) - dienstenniveau-overeenkomst (DNO) of product-level agreement (PLA), is een type overeenkomst waarin afspraken staan tussen aanbieder en afnemer van een dienst of product. Dergelijke afspraken worden gemaakt in het kader van servicelevelmanagement.
Er wordt afgesproken wat de prestatie-indicatoren en kwaliteitseisen zijn van de te leveren dienst of product, om deze later te kunnen toetsen. In een SLA worden de rechten en plichten van beide partijen omschreven. Een SLA kan als afspraak bestaan tussen zowel externe (leverancier) als interne (klant) partijen binnen een organisatie.
Aanvullend op de SLA kan een Dossier Afspraken en Procedures (DAP) opgesteld worden, waarin afspraken staan over de manier van samenwerking tussen aanbieder en afnemer.
SLA's worden voornamelijk toegepast in de IT-sector. Daarnaast worden SLA's ook in andere dienstensectoren toegepast, zoals de telecommunicatie, de gezondheidszorg, facilitair management en de beveiligingssector.

## Wat is een SLA?

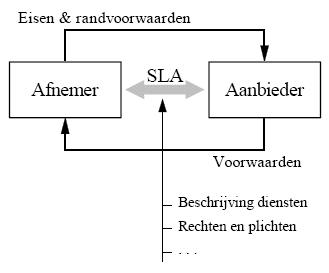
Fig 1. De SLA tussen aanbieder en afnemer

Een SLA is een, meestal schriftelijke, overeenkomst tussen een aanbieder en een afnemer van bepaalde diensten en/of producten (zie figuur 1). In een SLA staan, naast de beschrijving van de te leveren diensten, ook de rechten en de plichten van zowel de aanbieder als de afnemer ten aanzien van het overeengekomen kwaliteitsniveau (service level) van de te leveren diensten en/of producten (services).
Een SLA kan de status van een contract hebben, maar dat hoeft niet. In het algemeen heeft een SLA de status die de gebruikers er aan toekennen. Dit betekent dat een SLA bijvoorbeeld tussen organisaties gebruikt kan worden als een formeel contract, met alle bijbehorende juridische eigenschappen. Daarentegen kan een SLA ook gebruikt worden om binnen één organisatie afspraken te documenteren, zonder dat daar een bijzondere status aan gekoppeld wordt. In het laatste geval kan de SLA in het algemeen eenvoudiger van opzet zijn en kan volstaan worden met een beschrijving van de te leveren diensten en een klein aantal administratieve aspecten, zoals geldigheidsduur, rapportage, werkoverleg en doorberekening van kosten. Met behulp van een SLA wordt dus bereikt dat bij afnemer en aanbieder eenzelfde beeld ontstaat over de te leveren producten en diensten.
Wezenlijk voor een SLA is ook dat (impliciet of expliciet) wordt afgesproken dat bepaalde diensten niet worden geleverd. Beide partijen hebben hier belang bij, aangezien extra prestaties doorgaans ook extra geld kosten. Zo zal een computer nooit 100% van de tijd beschikbaar zijn, en is de stap van 99% naar 99.9% doorgaans zeer kostbaar.

## Het opstellen van een SLA

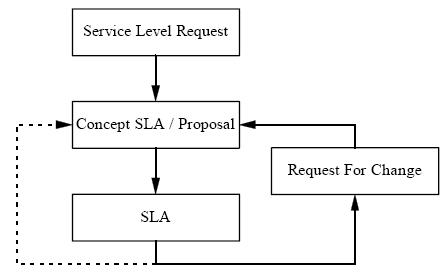
Fig 2. De documenten die een rol spelen in het opstellen en bijstellen van een SLA

Het proces, dat leidt tot een SLA tussen een aanbieder en een afnemer van diensten, is als volgt (zie figuur 2).
De initiërende stap, om te komen tot een SLA, ligt in principe bij de beoogde afnemer van de diensten. In een schriftelijk verzoek formuleert deze aan welke diensten hij behoefte heeft en welke randvoorwaarden daarbij gelden. Een dergelijk verzoekschrift wordt aangeduid met de term Service Level Request (SLR). De beoogde aanbieder stelt in respons op de SLR een concept SLA op, ook wel Proposal genoemd. Indien dat nodig is, kunnen beide partijen nog onderhandelen, waarna de SLA overeengekomen wordt. Vervolgens wordt de SLA door beide partijen geaccordeerd.
Het is niet voldoende om een SLA eenmalig op te stellen. Elke organisatie is in de loop van de tijd aan veranderingen onderhevig, hetgeen een weerslag zal hebben op de gemaakte afspraken, die zijn vastgelegd in één of meer SLA’s. Een SLA dient dan ook met een zekere regelmaat geëvalueerd te worden. Als blijkt dat de inhoud van de SLA niet meer strookt met de feitelijke uitvoering van de daarin beschreven diensten, dan dient de dienstverlening weer gecorrigeerd te worden tot het overeengekomen niveau, of de SLA dient bijgesteld te worden. Een bijstelling van de afspraken in een SLA kan zowel door de aanbieder, als door de afnemer geïnitieerd worden door het indienen van een Request For Change (RFC) (zie Figuur 2). Eventueel kan de aanbieder een wijziging voorstellen door direct een nieuw concept SLA aan de afnemer aan te bieden.
In een SLA wordt beschreven welke prestatie-eisen aan de te leveren diensten gesteld worden. Voor het formuleren van deze eisen, wordt gebruikgemaakt van kritieke prestatie-indicatoren (KPI): elke prestatie-eis wordt vertaald in één of meer prestatie-indicatoren. Vervolgens wordt voor elke prestatie-indicator een norm bepaald, die niet overschreden mag worden. Prestatie-indicatoren, die in een SLA gebruikt worden, moeten toetsbaar zijn.
Hiervoor is het nodig dat iedere prestatie-indicator zelf aan een vijftal eisen voldoet, de zogenaamde meta eisen:
- Validiteit: De prestatie-indicator moet een maat zijn voor de prestatie(eis) waarin inzicht nodig is.
- Geldigheid: De prestatie-indicator moet toepasbaar zijn in de situatie waarin deze toegepast wordt.
- Eenduidigheid: De prestatie-indicator moet slechts op één manier geïnterpreteerd kunnen worden.
- Meetbaarheid: De meetwaarden van de prestatie-indicator moeten kwantitatief te bepalen zijn (er moet een meetschaal voor de indicator zijn).
- Vergelijkbaarheid: De meetwaarden van dezelfde prestatie-indicator in verschillende situaties moeten vergelijkbaar zijn.

Uiteindelijk dient er voor iedere prestatie-indicator een norm bepaald te worden, oftewel een waarde die niet overschreden mag worden. Een norm kan een minimum zijn (bijvoorbeeld voor beschikbaarheid), of een maximum (bijvoorbeeld voor vertraging).
Behalve de prestatie-eisen, die aan de te leveren diensten gesteld worden, wordt in een SLA ook beschreven welke restricties er gelden voor de afnemers van de diensten. Voorbeelden van restricties zijn: een maximumaantal gelijktijdige gebruikers respectievelijk transacties, een tijdige melding van problemen respectievelijk wijzigingen, enzovoorts.
Restricties worden geformuleerd in de vorm van eisen waaraan de afnemers zich moeten houden. Ook voor deze eisen geldt (analoog aan de prestatie-eisen) dat ze vertaald dienen te worden in prestatie-indicatoren. Vervolgens wordt voor iedere prestatie-indicator een norm bepaald, die niet overschreden mag worden.

## De inhoud van een SLA
De precieze inhoud van een SLA hangt sterk af van de te leveren diensten en wijze waarop de aanbieder en de afnemer van deze diensten met elkaar omgaan. Voor de structuur ervan zijn evenwel algemene richtlijnen te geven.
Een SLA bestaat uit de volgende onderdelen:
- Een beschrijving van de betrokken partijen. Voor ieder van de partijen betekent dit het aangeven van de naam en de plaats van de organisatie. Bovendien dient hier aangegeven te worden wie bevoegd is om te onderhandelen over de inhoud van de SLA, en wie optreedt als contactpersoon.
- Een plaats voor ondertekening, waarmee akkoordverklaring zichtbaar gemaakt wordt.
- Een (korte) karakterisering van de overeenkomst, met een beschrijving van de draagwijdte ervan. Dit kan aangevuld worden met een beschrijving van de historie van de overeenkomst door aan te geven wanneer welke wijzigingsvoorstellen (RFC’s) in de overeenkomst verwerkt zijn.
- Een beschrijving van de te leveren diensten, waarbij de volgende zaken geformuleerd worden:
  - De functionaliteit van de diensten:
    - De aangeboden functies;
    - De openstellingstijden;
    - Eventuele gebruikersondersteuning en opleidingen;
    - Etc.

  - De prestatie-eisen die aan de dienst gesteld worden:
    - Beschikbaarheid;
    - Responsetijd;
    - Probleemherstel en onderhoudsronden;
    - Beveiliging;
    - Calamiteitenregeling;
    - Etc.

  - De restricties die gelden:
    - Maximaal aantal (gelijktijdige) gebruikers;
    - Maximaal aantal transacties;
    - Etc.
- Een beschrijving van de relevante administratieve aspecten:
  - De geldigheidsduur van de SLA;
  - De regeling die gehanteerd wordt voor verlenging van de geldigheidsduur;
  - De regeling die gehanteerd wordt voor wijziging van de SLA;
  - De systematiek die gebruikt wordt voor het bepalen van de kosten, en de wijze waarop de kosten in rekening gebracht worden;
  - De regeling die gehanteerd wordt voor escrow;
  - De regeling die gehanteerd wordt voor de afhandeling van geschillen en het omschrijven van een eventuele derde partij die daarbij een rol kan spelen;
  - De aansprakelijkheid van beide partijen;
  - Een beschrijving van omstandigheden waarin beroep op overmacht gedaan kan worden;
  - Het aangeven van de rapportages die verplicht zijn en welke frequentie daarvoor geldt;
  - Werkoverleg dat geïmplementeerd wordt en wie daarvan deel uitmaakt;
  - Een geheimhoudingsclausule;
  - Een boeteclausule;
  - Etc.
- Eventuele bijlagen.
  - Aan de ene kant kunnen dit toelichtingen zijn, waarin zaken zodanig gedefinieerd of uitgewerkt worden dat daarmee verschillen in interpretatie voorkomen worden.
  - Aan de andere kant kunnen dit zaken zijn die moeten kunnen wijzigen, zonder dat het hele SLA opnieuw geaccordeerd hoeft te worden.

## De evaluatie van een SLA
In een SLA worden voor de prestatie-eisen, waaraan de te leveren diensten moeten voldoen, prestatie-indicatoren en bijbehorende normen geformuleerd. Als voor een bepaalde eis aan alle bijbehorende normen voldaan wordt, dan wordt aan de betreffende eis voldaan. Om te kunnen bepalen in hoeverre voldaan wordt aan de normen, worden de prestatie-indicatoren in de loop van de tijd meermaals gemeten. Op deze wijze wordt voor iedere prestatie-indicator meetwaarden bepaald, die vergeleken kunnen worden met de norm. Afwijkingen ten opzichte van de norm kunnen incidenteel van aard zijn, maar ook structureel. In hoeverre incidentele afwijkingen acceptabel zijn hangt af van de prestatie-indicator en de situatie. Hiervoor zijn geen algemeen geldende uitspraken mogelijk.